# Tumulus du Deffends
Le tumulus du Deffends ou tombe en blocs du Deffends est une tombe datée du Néolithique située à Saint-Cézaire-sur-Siagne, dans le département des Alpes-Maritimes en France.

## Description
La tombe est incluse dans un tumulus ovale de 7 m de long sur 6,50 m de large. La tombe est de forme légèrement ovale et mesure 1,50 m de large sur 1,70 m de long pour une profondeur de 0,55 m. Elle est délimitée par huit blocs, dont un brisé, un neuvième bloc a été déplacé en retrait vers le sud. La tombe est orientée est-ouest.
La fouille de la tombe a livré quatre squelettes et des os brûlés. Le mobilier archéologique se limitait à des éclats de silex et des tessons de poteries attribués au Campaniforme.